# Livio Gratton
Livio Gratton (Trieste, 30 de julio de 1910 - Frascati, 15 de enero de 1991) fue un astrofísico italiano.

## Biografía
Nació el 30 de julio de 1910 en la ciudad de Trieste (en ese entonces, parte del imperio austrohúngaro, luego pasó a manos italianas), hijo de Giulio Gratton y Maria Visintini. Su padre falleció cuanto tenía dos años, y a la edad de 10 años se mudó con su madre y hermanos a la ciudad de Roma en 1920. Allí estudió y se licenció en física en el 1931 en la Universidad de Roma "La Sapienza", con una tesis en cosmología relativista titulada "Il problema cosmologico della teoria della relatività" ("El problema cosmológico de la teoría de la relatividad"), bajo la dirección de Giuseppe Armellini y Guido Castelnuovo.
Después de un período de estudios e investigaciones en el extranjero, en 1934 regresó a Italia, donde fue profesor libre de astronomía en 1936. Luego fue astrónomo y profesor del Observatorio Astronómico de Milán hasta 1949, cuando se trasladó a Argentina. Allí se convirtió en profesor de astronomía y astrofísica, primero en la ciudad de La Plata, y luego en la provincia de Córdoba; donde durante tres años también fue el director del Observatorio Nacional.
De regreso a Italia, fue profesor de astrofísica en la Universidad de Bolonia hasta 1961, cuando se trasladó a La Sapienza, donde, entre otras cosas, fundó, dentro del Consejo Nacional de Investigación de Italia (CNR), el Instituto de Astrofísica Espacial de Frascati. En Roma creó una de las mejores escuelas de astrofísica.
Dejó su cargo en el año 1980, pero fue inmediatamente nombrado profesor emérito.
Fue vicepresidente de la Unión Astronómica Internacional (IAU) en los años 1967-1973, y presidente de la Sociedad Astronómica Italiana, así como miembro nacional de la Accademia Nazionale dei Lincei. En 1956 fue galardonado con el Premio Feltrinelli de astronomía, mientras que, en 1983, recibió la “Medaglia d'Oro ai Benemeriti della Scuola, della Cultura e dell'Arte”.
Fue autor de más de 200 obras científicas, y artífice del renacimiento de la astronomía italiana después de la Segunda Guerra Mundial. Se interesó por la astrofísica estelar, con especial atención a la espectroscopia estelar, así como a la astrofísica teórica y espacial.
A él se le dedicó el asteroide (5987) Liviogratton.